# Aldo Gentilini
Aldo Gentilini (Genova, 7 febbraio 1911 – Volpeglino, 10 agosto 1982) è stato un pittore e scultore italiano.

## Biografia
Nato a Genova il 7 febbraio 1911, si stabilì con la famiglia a Courmayeur, dove possedevano un albergo, trascorrendovi la giovinezza. Ritiratosi per tre anni ha vissuto in isolamento in un monastero a Pietrasanta sotto la guida di don Luigi Orione. Estimatore di Francesco d'Assisi, praticava l'ascetismo. All'inizio degli anni sessanta Gentilini si ritirò a Volpeglino, dove rimase fino alla morte avvenuta il 10 agosto 1982.
Ha esposto in numerose mostre collettive e personali in Italia e all'estero; si ricordano le mostre alla Galleria San Matteo di Genova (1953), al Palazzetto Venezia a Roma (1959), al Museo San Fedele di Milano (1958, 1967). Nel 1973 espone in antologia al chiostro del Monastero di Pietrasanta, nel 1975 al Museo della scienza di Milano e nel 1976 a Lugano.
Tra le sue opere maggiori, spesso a tematica sacra, si ricordano i dipinti a olio delle Madonne, d'ispirazione cubista, oppure sculture in legno quali il ciclo dei Totem o i Mulini ad acqua.

## Pubblicazioni
- Arte Moderna - Arte Contemporanea - Arte '900, Aldo Gentilini, Torino, S.E.N. Edizioni Artistiche.